# Gheorghe Lichiardopol
Gheorghe Lichiardopol (ur. 2 sierpnia 1913 w Bukareszcie, zm. w 1991 w Krajowie) – rumuński strzelec, dwukrotny olimpijczyk (Helsinki 1952 i Melbourne 1956). Dwukrotny brązowy medalista w strzeleniu z pistoletu szybkostrzelnego.